# ماني باديلا
ماني باديلا (بالإنجليزية: Manny Padilla)‏ هو لاعب كرة قدم أمريكي في مركز الدفاع، ولد في 2 مايو 1996 في كومبتون في الولايات المتحدة. لعب مع نيو مكسيكو يونايتد.

## وصلات خارجية
- ماني باديلا على موقع الدوري الأمريكي (الإنجليزية)
- ماني باديلا على موقع قاعدة بيانات كرة القدم.إي يو (الإنجليزية)